# Różnica dzielona
Różnica dzielona – iloraz różnicowy {\displaystyle k}-tego rzędu czyli określona na {\displaystyle k+1} punktach {\displaystyle x_{0},x_{1},\ldots ,x_{k}} funkcja {\displaystyle f[x_{0},x_{1},\ldots ,x_{k}]} zdefiniowana rekurencyjnie:
{\displaystyle f[x_{i}]=f(x_{i})}
{\displaystyle f[x_{i},\ldots ,x_{i+j+1}]={\frac {f[x_{i+1},\ldots ,x_{i+j+1}]-f[x_{i},\ldots ,x_{i+j}]}{x_{i+j+1}-x_{i}}}}
Używana między innymi w konstrukcji postaci Newtona wielomianów.